# حرب الخليج: عملية مطرقة الصحراء
حرب الخليج: عملية مطرقة الصحراء Gulf War: Operation Desert Hammer هي لعبة أكشن تم تطويرها ونشرها بواسطة شركة ذا ثري دي أو كومباني في عام 1999.

## اللعب
تحتوي اللعبة على دبابات إم1 أبرامز أثناء حرب الخليج، وهي إحدى الألعاب الأولى التي تناولت حرب عاصفة الصحراء وتظهر فيها صدام حسين كعدو نهائي.

## الاستقبال
| استقبال |        |
| --- | ------ |
| مجموع النقاط المجموع نقاط غيم رانكينغز 50% [ 1 ] نتائج المراجعة نشرة نقاط أول غيم [ 2 ] سي جي إس بي [ 3 ] كمبيوتر غيمنغ ورلد [ 4 ] غيم إنفورمر 3/10 [ 5 ] غيم سبوت 5.1/10 [ 6 ] آي جي إن 3.3/10 [ 7 ] نيكست جينرايشن [ 8 ] بي سي غيمر (الولايات المتحدة) 68% [ 9 ] |        |
| مجموع النقاط |        |
| المجموع | نقاط   |
| غيم رانكينغز | 50%    |
| نتائج المراجعة |        |
| نشرة | نقاط   |
| أول غيم | [ 2 ]  |
| سي جي إس بي | [ 3 ]  |
| كمبيوتر غيمنغ ورلد | [ 4 ]  |
| غيم إنفورمر | 3/10   |
| غيم سبوت | 5.1/10 |
| آي جي إن | 3.3/10 |
| نيكست جينرايشن | [ 8 ]  |
| بي سي غيمر (الولايات المتحدة) | 68%    |

تلقت اللعبة تقييمات متباينة وفقًا لموقع غيم رانكينغز لتجميع المراجعات. قال جون لي من نيكست جينرايشن عن اللعبة: "هناك بعض اللعب الممتع هنا، لكنه لا يدوم طويلًا. تصبح المهام رتيبة. ستقود سيارتك في رمال ثلاثية الأبعاد وتفجر الدبابات والشاحنات والمباني. وهذا كل شيء. في الواقع، من النادر العثور على لعبة أكشن بنمط الممرات على جهاز الكمبيوتر، ولعب هذه اللعبة يوضح السبب."

## روابط خارجية
- مراجعة دليل Strife
- حرب الخليج: عملية مطرقة الصحراء على موبي غيمز